# Madagaskarsvala
Madagaskarsvala (Phedina borbonica) är en fågel i familjen svalor inom ordningen tättingar

## Utseende och läte
Madagaskarsvalan är en stor och bredvingad brun svala med kraftig streckning undertill. Den är större än brunstrupig backsvala, mer streckad och med mycket kraftigare flykt. Fågeln delar streckad undersida med större och mindre strimsvala, men är brun på huvud och rygg, ej orange och blå. Lätet är ett konstant yttrat distinkt "schreeaw", framför allt i flykten.

## Utbredning och systematik
Madagaskarsvala delas in i två underarter med följande utbredning:
- P. b. borbonica – Mauritius och Réunion (västra Maskarenerna)
- P. b. madagascariensis – Madagaskar och ön Pemba, flyttar till Östafrika

## Levnadssätt
Madagaskarsvalan kan hittas över nästan alla typer av miljöer, även om den föredrar områden nära vatten. Den ses oftast i flykten, ibland i flock som även kan innehålla andra svalor och seglare.

## Status
Arten har ett stort utbredningsområde och beståndet anses stabilt. Internationella naturvårdsunionen IUCN listar den därför som livskraftig (LC).